# Глаудинов, Бекримжан Абакович
Бекримжан Абакович Глаудинов (13 ноября 1942, Малыбай, Казахская ССР, СССР — 2 февраля 2025, Республика Казахстан) — казахский архитектор, доктор архитектурных наук (1999), профессор (1991).

## Биография
Родился 13 ноября 1942 года в поселке Малыбай Алматинской области.
Получил известность как первый в Казахстане доктор архитектуры, посвятивший свою жизнь изучению истории и теории архитектуры. Окончил архитектурное отделение Ташкентского политехнического института в 1965 году, затем защитил кандидатскую диссертацию в Московском архитектурном институте в 1970 году. С 1971 года вел преподавательскую деятельность, а в 1999 году защитил докторскую диссертацию.
В период с 1978 по 1988 год возглавлял возглавлял кафедру «Теория и история архитектуры», а также занимал должность декана архитектурного факультета КазПТИ, а затем КазГАСА.
Написал несколько фундаментальных трудов по истории архитектуры Казахстана и более 200 научных и методических статей, внеся вклад в развитие архитектурной науки Казахстан и сыграв ключевую роль в становлении казахстанской школы истории архитектуры. По воспоминаниям современников, обучил будущих казахстанских архитекторов.
С 2019 по 2021 годы возглавлял Итоговую государственную аттестационную комиссию на защите дипломных проектов студентов образовательных программ архитектуры и дизайна Академии строительства, архитектуры и дизайна Каспийского университета.
Скончался 2 февраля 2025 года.

## Труды
- Разделы по Архитектуре Казахстана десятитомника «История искусств народов СССР» под общей редакцией Б.Веймарн. - М., 1970-1975 г.г.;
- Разделы по истории архитектуры Казахстана Казахской Советской Энциклопедии. - Алма-Ата, 1979 г.
- Архитектура Советского Казахстана. -Москва: Стройиздат, 1974 г.;
- Архитектура Советского Казахстана. - Москва: Стройиздат, 1987 г. (в соавторстве с А.С. Карпыковым и М.Г. Сейдалиным);
- История архитектуры Казахстана. - Алматы: КазГАСА, 1999 г.
- Қазақ өнері тарихы. - Алматы, 2006 г. (каз.), 2007 г. (рус).